# Saint-Palais-de-Phiolin
Saint-Palais-de-Phiolin är en kommun i departementet Charente-Maritime i regionen Nouvelle-Aquitaine i västra Frankrike. Kommunen ligger  i kantonen Saint-Genis-de-Saintonge som ligger i arrondissementet Jonzac. År 2022 hade Saint-Palais-de-Phiolin 214 invånare.

## Befolkningsutveckling
Antalet invånare i kommunen Saint-Palais-de-Phiolin
Referens:INSEE